# طب أسنان الاحتياجات الخاصة
طب أسنان الاحتياجات الخاصة، يُعرف أيضًا باسم طب أسنان الرعاية الخاصة، هو اختصاص في طب الأسنان يهتم بالصحة الفموية للأشخاص المصابين بإعاقات عقلية، أو الأشخاص الذين يعانون من مشاكل طبية أو جسدية أو نفسية.
يتوجب على أطباء أسنان الاحتياجات الخاصة قضاء ثلاث سنوات إضافية في تدريب الدراسات العليا بعد حصولهم على إجازة في طب الأسنان. يُؤهلون بعد ذلك للحصول على شهادة البورد المعتمدة من البورد الأمريكي لطب أسنان الاحتياجات الخاصة (ديبلوما إيه بي إس سي دي)، أو زمالة الكلية الملكية الأسترالاسية لجراحي الأسنان (إف آر إيه سي دي إس (إس إن دي)).
أدرج أخصائيو الصحة الفموية دراسات سمحت لهم بتوسيع مجال ممارستهم ليغطي العمل مع ذوي الاحتياجات الخاصة. إذ أنهم قد يرافقون طبيب الأسنان في العيادة أو البيئات المحلية من أجل المساعدة في التعليم، والسيطرة على المرض والحفاظ على صحة المرضى ذوي الاحتياجات الخاصة.
يشكل المرضى الذي يحتاجون طب أسنان الاحتياجات الخاصة مجموعات متعددة، إذ قد يوجدون في المنازل، والمشافي، والوحدات الأمنية، وفي الدور التمريضية والسكنية أو قد يكونون مشردين أو في مساكن خطرة. قد تنتج احتياجاتهم الإضافية بشكل مباشر عن إعاقتهم أو ضعفهم، أو قد تعود إلى جوانب أخرى من تاريخهم الطبي الذي يؤثر على صحتهم الفموية، أو لأن إطارهم الاجتماعي والبيئي والثقافي يعوقهم من التنويه عن صحتهم الفموية.

## مجال الممارسة

### أطباء الأسنان
أطباء أسنان الاحتياجات الخاصة هم الممارسون الذين يهتمون بالصحة الفموية للأشخاص المصابين بإعاقات عقلية وجسدية بليغة، الذين يختبرون مشاكل طبية معقدة أو نفسية شديدة. يؤمنون علاجًا يشمل خدمات تقييم وتشخيص وتدبير ووقاية للأشخاص من مختلف الأعمار. تعرضهم فترة التدريب بعد التخرج مدة ثلاث سنوات لسيناريوهات تنطوي على بعض العقبات، التي عليهم تجاوزها من أجل توفير العلاج اللازم.
قد يجد أطباء أسنان الاحتياجات الخاصة أن تنفيذ الإجراءات تحت التخدير العام أمر اعتيادي، لضمان أن يكون العلاج مثاليًا ومناسبًا. على الرغم من إبقاء تسلسل خطوات العمل نفسها للحصول على النتيجة النهائية، إلا أنه من الأفضل والأكثر أمانًا إكمال العلاج وفقًا للاحتياجات الفردية.

### أخصائيو الصحة الفموية
أخصائيو الصحة الفموية (أو إتش تي) هم مختصون مؤهلون بشكل مزدوج كأخصائي معالجة سنية وصحة سنية. يقدمون خدمات التقييم والتشخيص والعلاج والتدبير والوقاية للأطفال واليافعين، وإن درسوا في برنامج دراسي معتمد من البورد الوطني وتدربوا فيه، البالغين من كل الأعمار. قد يشمل مجالهم العلاج الترميمي، وخلع الأسنان، وتعزيز الصحة الفموية، وعلاجات الأطفال السنية وعنايات فموية أخرى تهدف إلى دعم السلوكيات الفموية الصحية. قد يتحدد عمل أخصائي الصحة الفموية ضمن علاقة مهنية منظمة مع طبيب أسنان أو أخصائي أسنان. لكي يُسجل أخصائي الصحة الفموية الخريج، يجب أن يحقق متطلبات تعليمية تشمل برنامجًا تعليميًا معتمدًا من البورد الوطني لدرجة البكالوريوس وبدوام كامل لمدة ثلاث سنوات.
قد يساعد أخصائيو الصحة الفموية المرضى ذوي القدرات المعرفية أو الجسدية المحدودة في تأدية نشاطات الحفاظ على الصحة الذاتية اليومية، الذين قد لا يفلحون في تأدية نشاطات الحياة الأساسية. يتمتع هؤلاء الأخصائيون بتركيز احترازي قوي ويلتزمون بشدة في تدعيم المواقف الإيجابية للصحة الفموية. أدخلت شهادات علاج الصحة الفموية دراسات جديدة، إذ يغطي مجال ممارستها العمل مع ذوي الاحتياجات الخاصة. قد يرافقون طبيب الأسنان في العيادة أو البيئات المحلية من أجل المساعدة في التعليم، والسيطرة على المرض والحفاظ على صحة المرضى ذوي الاحتياجات الخاصة.
يكون دور أخصائي الصحة الفموية ضمن أي ممارسة سنية متعدد العوامل، ويتضمن أساسيات تعليمات الصحة الفموية، والترميمات البسيطة وعلاجات الصحة الفموية. يمكن لأخصائي الصحة الفموية العمل باستقلالية عند علاج المرضى ذوي الاحتياجات الخاصة، ومع ذلك، عند العمل مع طبيب الأسنان، يكون باستطاعتهم إكمال علاج أكثر شمولية للمريض.